# Holzwickede
Holzwickede település Németországban, azon belül Észak-Rajna-Vesztfália tartományban. Lakosainak száma 17 587 fő (2023. december 31.). Holzwickede Dortmund és Schwerte községekkel határos.

## Népesség
A település népességének változása:
| Lakosok száma | 13 973 | 17 083 | 17 118 | 17 035 | 17 298 | 17 587 |
|               | 1975   | 2017   | 2019   | 2021   | 2022   | 2023   |